# Tenis en los Juegos Suramericanos de 2006
El tenis fue una disciplina participante en los Juegos Suramericanos de 2006 en Buenos Aires, Argentina. Las competencias se desarrollaron en el estadio Mary Terán de Weiss entre los días 12 y 18 de noviembre de 2006. Los cuatro eventos se jugaron entre jugadores menores de 20 años de edad. 
Para ser elegible en esta disciplina, además del límite de edad, un país puede inscribir un máximo de seis tenistas: tres hombres y tres mujeres que jugarán en los eventos de individual y dobles de ese género, a esto se le llama cuota máxima. El país local, Argentina ya tiene la cuota máxima garantizada.

## Medallero
El campeón de la especialidad fue Brasil, que logró tres medallas de oro en esta especialidad, seguido por el local, Argentina con un oro y dos bronces. Asimismo, hubo un empate a una medalla de plata entre Bolivia, Chile, Colombia y Venezuela, mientras que las Antillas Neerlandesas y Perú quedaron empatadas a una medalla de bronce.
| Núm.  | País                  | Oro | Plata | Bronce | Total |
| ----- | --------------------- | --- | ----- | ------ | ----- |
| 1     | Brasil                | 3   | 0     | 0      | 3     |
| 2     | Argentina             | 1   | 0     | 2      | 3     |
| 3     | Bolivia               | 0   | 1     | 0      | 1     |
| 3     | Chile                 | 0   | 1     | 0      | 1     |
| 3     | Colombia              | 0   | 1     | 0      | 1     |
| 3     | Venezuela             | 0   | 1     | 0      | 1     |
| 7     | Antillas Neerlandesas | 0   | 0     | 1      | 1     |
| 7     | Perú                  | 0   | 0     | 1      | 1     |
| Total | Total                 | 4   | 4     | 4      | 12    |

|  | País local (Argentina). |

## Medallistas
| Evento                 | Oro                                          | Plata                                          | Bronce                                       |
| ---------------------- | -------------------------------------------- | ---------------------------------------------- | -------------------------------------------- |
| Eventos masculinos     |                                              |                                                |                                              |
| Individuales Masculino | Nicolás Santos · Brasil                      | Mauricio Doria-Medina · Bolivia                | Rasid Winklaar Antillas Neerlandesas         |
| Dobles Masculino       | Guido Pella Facundo Bagnis Argentina         | Hans Podlipnik · Ricardo Urzúa Rivera · Chile  | Sergio Galdós · Juan Pedro Torres Zea · Perú |
| Eventos Femenino       |                                              |                                                |                                              |
| Individuales Femenino  | Teliana Pereira · Brasil                     | Mariana Duque Mariño · Colombia                | Malena Gordo Argentina                       |
| Dobles Femenino        | Teliana Pereira · Roxane Vaisemberg · Brasil | Marina Giral · Mariana Muci Torres · Venezuela | Malena Gordo Tatiana Bua Argentina           |

- Datos: Q16638684